# بانوتيا
بانوتيا (بالإنجليزية: Pannotia)‏، هي قارة عظمى افتراضية والتي كانت موجودة منذ حوالي ستمائة مليون سنة حتى عصر ما قبل الكمبري حوالي خمسمائة و خمسون مليون سنة.

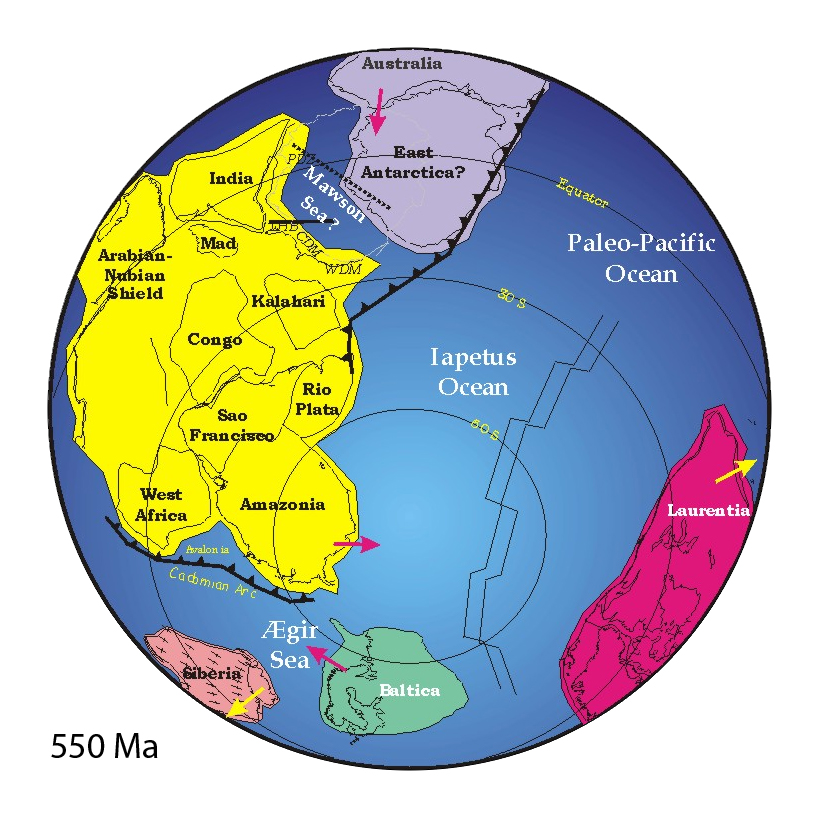
بانوتيا (منذ 550 مليون سنة)